# Campeonato Capixaba de Futebol de 1917
O Campeonato Capixaba de Futebol de 1917, oficialmente Campeonato da Cidade de Vitória de Futebol, foi a 1ª edição do principal campeonato de futebol do estado do Espírito Santo. Reuniu cinco equipes, sendo todas da cidade de Vitória. Estava em disputa a taça "Bernadino Monteiro", oferecida pelo governador do Estado (então chamado presidente) Bernardino de Sousa Monteiro (na competição de segundos times, a taça se chamava "Casa Verde").

## Controvérsia
Uma polêmica envolvendo o árbitro da partida de 15 de julho, no empate entre América e Moscoso, interferiu na continuidade do Campeonato. José Fiel, que apitou o jogo, teria colocado no boletim enviado à Liga resultado diferente ao que ocorrera em campo, considerando o América vencedor pelo placar de 3 a 2. Nos tribunais, os dirigentes do América, apoiados por Rio Branco e Barroso, tentaram obter os dois pontos da vitória, mas a Liga em princípio optou por manter o resultado obtido em campo.
A decisão provocou um racha na Liga. Victoria e Moscoso solicitaram o seu desligamento. O Campeonato foi suspenso por vários dias e houve a renúncia do presidente da entidade. As equipes participantes mantinham-se ativas somente atraves de amistosos e jogos-treino. Nesse intervalo, novos clubes filiaram-se à Liga: São Cristóvão, Campos Salles, Tiradentes e Ypiranga, os quais ingressaram na recém-criada Segunda Divisão.
A competição principal só foi retomada no dia 19 de agosto, com a realização da última partida do primeiro turno. O campeonato prosseguiu sendo disputado por apenas três equipes. Os dissidentes Victoria e Moscoso fundariam, ainda em 1917, uma nova liga: a Confederação Espírito-santense de Sports Athleticos (CESSA), da qual também faziam parte os clubes Piratininga e Americano.

## Campeonato
| Pos | Equipe     | Pts | J | V | E | D | GP | GC | SG  | Qualificação      |
| --- | ---------- | --- | - | - | - | - | -- | -- | --- | ----------------- |
| 1   | Rio Branco | 6   | 4 | 3 | 0 | 1 | 16 | 2  | 14  | Final (desempate) |
| 2   | América    | 6   | 4 | 3 | 0 | 1 | 9  | 6  | 3   | Final (desempate) |
| 3   | Barroso    | 0   | 4 | 0 | 0 | 4 | 2  | 19 | -17 |                   |
| 4   | Victoria   | -   | - | - | - | - | -  | -  | -   |                   |
| 5   | Moscoso    | -   | - | - | - | - | -  | -  | -   |                   |

Turno
| 3 de junho de 1917 | Rio Branco            | 3 – 0 | América | Campo de Jucutuquara, Vitória |
| 15:35              | Argeu · Pires · Pavão |       |         | Árbitro: Constâncio Espíndola |

- Rio Branco: Edu; Raul e Fiel; Edmundo, Odilon e Nelson; Bezerra, Paixão, Pires, Argeu e Pavão.
- América: Menezes; Adroaldo e Dadinho; Xixi, Abreu e Homero II; Tito, Athaide, Semprini, Sarlo e Homero I.

| 10 de junho de 1917 | Victoria                                   | 19 – 0 | Moscoso | Campo do Stand, Vitória |
| 15:15               | Nelson · Jair · Carlos · Luiz · Constâncio |        |         | Árbitro: Raul Miranda   |

- Victoria: Manoelito; Lourival e Taciano; Graciano, Analio e Constâncio; Luiz, Carlinhos, Jair, Nelson e Prado.
- Moscoso: Vanzo; Viana e Zizi; Cruz, Carvalhinho e Macedo; Eloisio, Albino, Machado, Zambelli e Castillani.

| 17 de junho de 1917 | Barroso | 0 – 8 | Rio Branco                      | Campo de Jucutuquara, Vitória |
|                     |         |       | Odilon · Pavão · Paixão · Argeu | Árbitro: João Albino          |

- Rio Branco: Edu; Raul e Fiel; Camilo, Bruno e Nelson; Bezerra, Paixão, Odilon, Argeu e Pavão.
- Barroso: Álvaro; Izidio e Laurindo; Baptista, Candinho e Moacir; Luiz, Manoel, Badu, Jaú e Nego.

| 24 de junho de 1917 | América | 0 – 4 | Victoria                         | Campo do Paul, Vitória  |
| 15:00               |         |       | Nelson · Luiz · Adroaldo · Prado | Árbitro: Claudio Daumas |

- Victoria: Manoelito; Lourival e Taciano; Analio, Lawrence e Constâncio; Luiz, Carlinhos, Jair, Nelson e Prado.
- América: Menezes; Adroaldo e Dadinho; Xixi, Abreu e Homero II; Tito, Athaide, Semprini, Sarlo e Homero I.

| 1º de julho de 1917 | Moscoso    | 2 – 1 | Barroso  | Campo do Stand, Vitória |
|                     | Castillani |       | Laurindo | Árbitro: W. S. Tate     |

- Moscoso: Vanzo; Viana e Zizi; Cruz, Carvalhinho e Macedo; Eloisio, Albino, Machado, Zambelli e Castillani.
- Barroso: Álvaro; Izidio e Laurindo; Dorico, Candinho e Baptista; Manoel, Salles, Badu, Moacir e Nego.

| 8 de julho de 1917 | Rio Branco     | 3 – 1 | Victoria | Campo de Jucutuquara, Vitória |
| 15:00              | Pavão · Salema |       | Lawrence | Árbitro: W. S. Tate           |

- Rio Branco: Edu; Raul e Nelson; Edmundo, Odilon e Argeu; Bezerra, Paixão, Pires, Salema e Pavão.
- Victoria: Manoelito; Lourival e Taciano; Analio, Lawrence e Constâncio; Luiz, Carlinhos, Jair, Nelson e Prado.

| 15 de julho de 1917 | América             | 3 – 3 | Moscoso              | Campo do Paul, Vitória |
| 15:00               | Semprini · Adroaldo |       | Lulu · Albino · Duca | Árbitro: José Fiel     |

- América: Menezes; Adroaldo e Durval; Carlos, Sarlo e Homero II; Tito, Clovis, Semprini, Athaide e Homero I.
- Moscoso: Vanzo; Zizi e Cruz; Viana, Carvalhinho e Macedo; Lulu, Albino, Oscar, Duca e Ervis.

|  | Barroso | NP | Victoria |  |
|  |         |    |          |  |

|  | Moscoso | NP | Rio Branco |  |
|  |         |    |            |  |

| 19 de agosto de 1917 | Barroso | 1 – 4 | América                               | Campo de Jucutuquara, Vitória |
|                      | Álvaro  |       | Dadinho · Adroaldo · Sarlo · Homero I | Árbitro: Odilon Santos        |

Returno
|  | Moscoso | NP | Victoria |  |
|  |         |    |          |  |

| 9 de setembro de 1917 | América       | 2 – 1 | Rio Branco | Campo do Paul, Vitória    |
|                       | Soares · Luiz |       | Paixão     | Árbitro: Alfredo Laurindo |

- América: Lirio; Durval e Homero II; Carlos, Sarlo e Lulu; Tito, Homero I, Dadinho, Luiz e Soares.
- Rio Branco: Edu; Raul e Nelson; Quintais, Odilon e João; Bezerra, Paixão, Edmundo, Argeu e Pavão.

|  | Barroso | NP | Moscoso |  |
|  |         |    |         |  |

|  | Victoria | NP | América |  |
|  |          |    |         |  |

| 30 de setembro de 1917 | Rio Branco                                            | 4 – 0 | Barroso |                        |
|                        | Gol marcado · Gol marcado · Gol marcado · Gol marcado |       |         | Árbitro: Durval Araujo |

|  | Moscoso | NP | América |  |
|  |         |    |         |  |

|  | Victoria | NP | Rio Branco |  |
|  |          |    |            |  |

| 28 de outubro de 1917 | América          | 3 – 1 | Barroso | Campo do Paul, Vitória |
|                       | Semprini · Pedro |       | Airton  | Árbitro: Zeno Zambelli |

|  | Rio Branco | NP | Moscoso |  |
|  |            |    |         |  |

|  | Victoria | NP | Barroso |  |
|  |          |    |         |  |

## Premiação
| Campeonato Capixaba de 1917 |
| Vitória                     |
| --------------------------- |
| América Campeão (1º título) |